# BK Ventspils
Basketbola Klubu Ventspils is een professionele basketbalclub uit Ventspils, Letland. De club speelt zijn wedstrijden in het Ventspils Olympic Center Basketball Hall in Ventspils.

## Geschiedenis
De club werd opgericht in 1994. De club speelt in de Latvijas Basketbola līga. In de jaren 2000-2006, 2009, 2014 en 2018 werd BK Ventspils kampioen van Letland.

## Erelijst
- Landskampioen Letland: 10
  - Winnaar: 2000, 2001, 2002, 2003, 2004, 2005, 2006, 2009, 2014, 2018
  - Tweede: 1998, 1999, 2007, 2011, 2012, 2013, 2015, 2017, 2019, 2021, 2022, 2023, 2025
  - Derde: 1996, 2008, 2010, 2016, 2020, 2024
- Bekerwinnaar Letland:
  - Runner-up: 2022, 2025
- Baltic League: 1
  - Winnaar: 2013
  - Tweede: 2015
  - Derde: 2007, 2010
- NEBL:
  - Derde: 2002
- EuroCup Challenge:
  - Derde: 2003

## Bekende (oud-)spelers
- Kārlis Muižnieks
- Artūrs Strēlnieks
- Jānis Strēlnieks
- Sandis Valters
- Georgios Tsiakos
- Anatoli Kasjirov
- Vladimir Štimac
- Kęstutis Šeštokas
- Mire Chatman
- Larry Thomas

## Bekende (oud-)coaches
- Armands Krauliņš
- Kārlis Muižnieks
- Agris Galvanovskis
- Guntis Endzels
- Gundars Vētra
- Gašper Okorn
- Silvano Poropat
- Algirdas Brazys
- Roberts Štelmahers